# DFS (azienda)

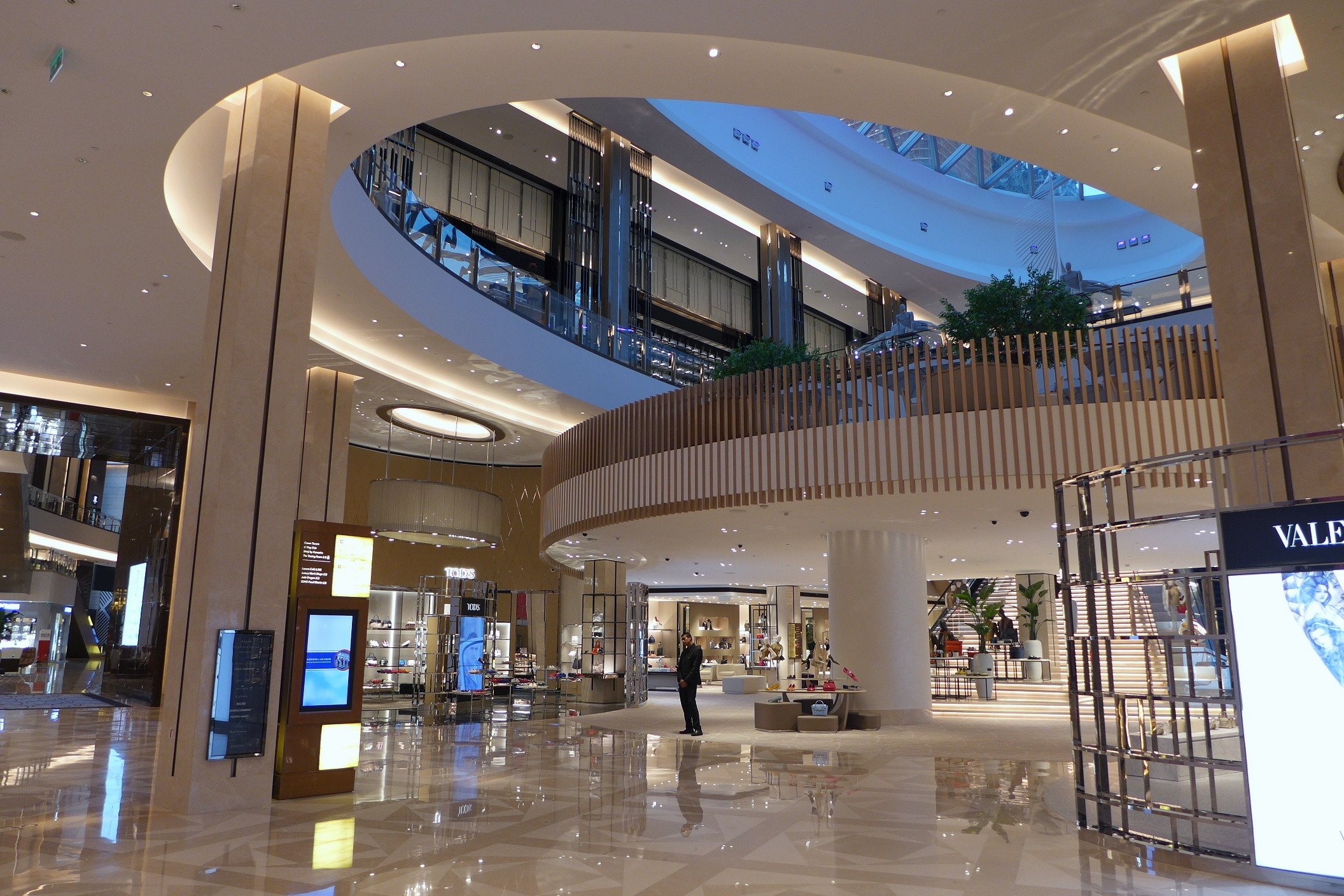
T Galleria a City of Dreams, Macao

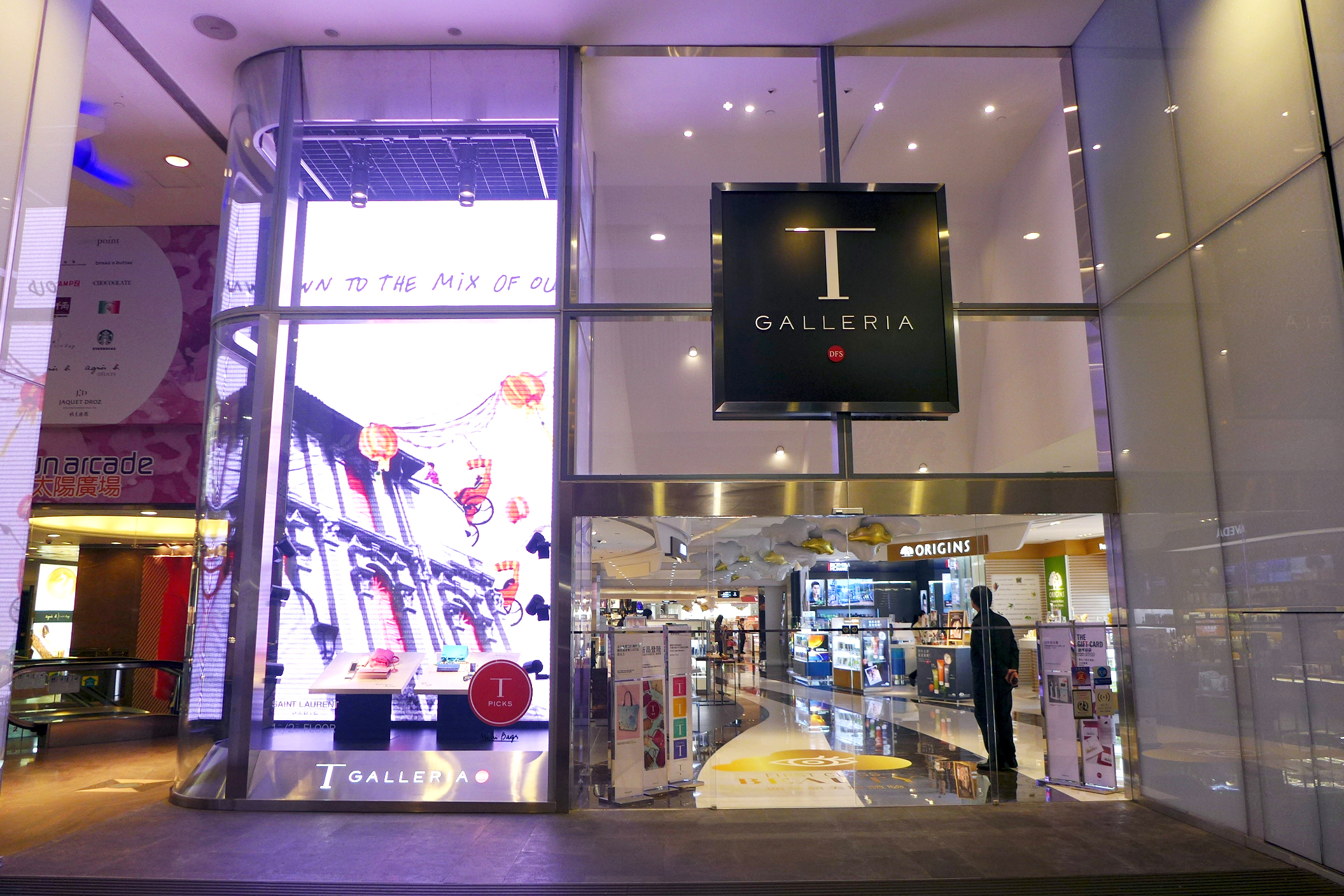
T Galleria a Tsim Sha Tsui, Hong Kong

La DFS (DFS Group) è un rivenditore di prodotti di lusso con sede a Hong Kong. Fondata nel 1960, la sua rete è composta da oltre 420 punti vendita, compresi i duty-free shop in 13 aeroporti internazionali e 23 negozi Galleria del centro, oltre a sedi affiliate e resort. È di proprietà privata e a maggioranza del conglomerato di lusso Moët Hennessy Louis Vuitton (LVMH), insieme al cofondatore e azionista Robert Warren Miller. A partire dall'11 gennaio 1997, la DFS opera come filiale della LVMH.
La società ha sede a Hong Kong 'SAR' (regione amministrativa speciale della Cina) e uffici in Australia, Cambogia, Cina continentale, Emirati Arabi Uniti, Francia, Indonesia, Italia, Giappone, Macao, Nuova Zelanda, Singapore, Stati Uniti d'America e Vietnam. DFS Group impiega oltre 5 000 persone, operando in 14 paesi in tutto il mondo. Nel 2017, quasi 160 milioni di viaggiatori hanno visitato i loro punti vendita.

## Storia

### Gli inizi
Nel 1960, gli imprenditori americani Charles Feeney e Robert Warren Miller fondarono la Tourists International, che poi divenne Duty Free Shoppers (DFS), a Hong Kong. I proprietari di minoranza includevano Alan Parker con una quota del 20%, e Anthony M. Pilaro che deteneva il 2,5%. Gli imprenditori hanno anticipato il crescente potere di spesa dei militari e l'aumento dei viaggiatori internazionali dall'Asia, in seguito ai grandi miglioramenti nei viaggi aerei internazionali dopo la seconda guerra mondiale. Nel 1962, due negozi DFS furono aperti negli aeroporti internazionali di Hong Kong e Honolulu, il primo negozio duty-free negli Stati Uniti.

### Espansione e rebranding
Negli anni '60 e '70 il gruppo DFS ha ampliato significativamente le sue operazioni in Eurasia e Nord America. La società ha capitalizzato l'ondata crescente di turisti asiatici che hanno iniziato a viaggiare oltreoceano, aprendo negozi negli aeroporti internazionali e più tardi in luoghi del centro dove i viaggiatori potevano fare acquisti e farsi consegnare i prodotti prima della partenza. Nel 1968, la DFS ha aperto il suo primo negozio duty-free in centro a Kowloon, Hong Kong, seguito poco dopo da Honolulu e infine espandendosi in 14 sedi in tutto il mondo. Nel 2005, sono state aperte sale di marca ad Okinawa, Giappone, lanciando un nuovo concetto di shop-in-shop per le gallerie DFS. Nel 2010 è stata istituita la DFS University per migliorare la competenza dei suoi addetti alle vendite.
Nel 2013, la società ha raggiunto 420 sedi in tutto il mondo e ha intrapreso un'importante iniziativa di branding che ha posto le basi per la prossima generazione di espansione. Ha ribattezzato i suoi negozi Galleria del centro in "T Galleria" ed è passata ad una strategia di localizzazione per gli aeroporti, lavorando con fornitori locali per aumentare il suo mix di prodotti "di destinazione". Due anni dopo ha aperto il suo primo negozio duplex di vini e liquori all'aeroporto Changi di Singapore, compreso un Long Bar by Raffles. Nello stesso anno ha anche lanciato T Galleria Beauty by DFS, un concept store di bellezza standalone a Hong Kong e Macao.
Nel 2016 ha ampliato le sue operazioni, aprendo T Galleria Angkor a Siem Reap, Cambogia, uno spazio significativamente esteso a T Galleria, City of Dreams a Macao, e il suo primo negozio europeo, T Fondaco dei Tedeschi a Venezia, Italia. Più tardi, nel 2017 ha annunciato l'intenzione di aprire a Parigi nel 2020 all'interno del rinnovato complesso La Samaritaine.
Nel gennaio 2021, Benjamin Vuchot è tornato nella secoietà come presidente e amministratore delegato dopo tre anni come presidente di Sephora Asia. Contemporaneamente è stato aperto il primo negozio duty-free in centro all'isola di Hainan, Cina, in collaborazione con Shenzhen Duty Free Group. Pochi mesi dopo la DFS ha anche annunciato che avrebbe aperto due nuovi punti vendita Galleria in Oceania entro la fine del 2022: uno a Brisbane, Australia, e uno a Queenstown, Nuova Zelanda.
Nel giugno 2021, nonostante il calo del turismo causato dalla pandemia di COVID-19, DFS ha aperto il suo negozio più significativo e ambizioso fino ad oggi, Samaritaine Paris Pont-Neuf nel cuore della capitale francese. Il punto vendita nell'edificio storico di 150 anni, meticolosamente restaurato in 16 anni, è stato inaugurato il 21 giugno dal presidente francese Emmanuel Macron e dal capo del gruppo LVMH Bernard Arnault.

## Acquisizione
Nel 1996, LVMH ha acquisito la quota di maggioranza della DFS, comprando le quote di Feeney, Parker e Pilaro e ponendo una nuova attenzione sugli elementi combinati di viaggio e lusso. Ha sviluppato una strategia di merchandising basata su cinque "pilastri" principali: bellezza e fragranze; moda e accessori; orologi e gioielli; liquori, vino e tabacco; cibo e regali; e un nuovo slogan, "The Traveler's Luxury Department Store". Ha anche creato una "Masters Series" annuale, mettendo in mostra i migliori prodotti di tutte le sue categorie e riunendo i rappresentanti dei marchi più importanti, i migliori clienti, i media e gli analisti del settore in una celebrazione del lusso. Nel 2004, l'azienda ha spostato a Hong Kong la sede di San Francisco, California, come parte di una ristrutturazione aziendale.

## Sedi
DFS Group gestisce circa 420 boutique duty-free in 13 aeroporti internazionali, 23 negozi Galleria del centro e diverse località di villeggiatura in tutto il mondo.

### Grande Cina
- Times DF x DFS Haikou Mission Hills Duty-Free Complex, Hainan, Cina
- T Galleria by DFS, Canton Road, Hong Kong
- T Galleria by DFS, Tsim Sha Tsui East, Hong Kong
- T Galleria Beauty by DFS, Causeway Bay, Hong Kong
- T Galleria by DFS, City of Dreams, Macao
- T Galleria by DFS, punto vendita al Four Seasons, Macao
- T Galleria by DFS, Studio City, Macao
- T Galleria Beauty by DFS, Galaxy Macau, Macao
- T Galleria Beauty by DFS, MGM Cotai, Macao
- T Galleria Beauty by DFS, MGM Grand, Macao
- T Galleria Beauty by DFS, Wynn Palace, Macao

### Giappone
- T Galleria by DFS, Okinawa, Giappone
- DFS, Aeroporto di Naha, Okinawa, Giappone
- TIAT Duty Free, Aeroporto Internazionale di Tokyo, Tokyo
- JAL Duty Free, Aeroporto Internazionale di Narita, Tokyo

### Asia (Altro)
- T Galleria by DFS, Angkor, Siem Reap, Cambogia
- DFS, Aeroporto Internazionale Ngurah Rai, Bali, Indonesia
- T Galleria by DFS, Bali, Indonesia
- T Galleria by DFS, Singapore
- DFS, Singapore Cruise Centre, Tanah Merah, Singapore
- DFS, Singapore Cruise Centre, HarbourFront, Singapore
- DFS, Aeroporto di Singapore-Changi, Singapore
- Halong Bay Cruise Terminal, baia di Halong, Vietnam
- Aeroporto internazionale di Phu Quoc, Phú Quốc, Vietnam
- NASCO Duty Free, Aeroporto Internazionale Noi Bai, Hanoi, Vietnam
- SASCO Duty Free, Aeroporto Internazionale Tan Son Nhat, Ho Chi Minh, Vietnam

### Pacifico del Sud
- T Galleria by DFS, Guam
- DFS, Aeroporto Internazionale di Saipan, Saipan
- T Galleria by DFS, Saipan

### Nord America
- T Galleria by DFS, Honolulu, Hawaii
- DFS, Aeroporto Internazionale di Honolulu, Honolulu, Hawaii
- DFS, Aeroporto di Kahului, Kahului, Hawaii
- DFS, Aeroporto Internazionale di San Francisco, San Francisco, California
- DFS, Aeroporto Internazionale di Los Angeles, Los Angeles, California
- DFS, Aeroporto Internazionale John F. Kennedy, New York

### Australia e Nuova Zelanda
- T Galleria by DFS, Cairns, Australia
- T Galleria by DFS, Sydney, Australia
- T Galleria by DFS, Auckland, Nuova Zelanda

### Europa
- Samaritaine Paris Pont-Neuf by DFS, Parigi, Francia
- T Fondaco dei Tedeschi, Venezia, Italia

### Medio Oriente
- DFS, Aeroporto Internazionale di Abu Dhabi, Emirati Arabi Uniti

## Premi e riconoscimenti
Nel 2017, la società ha mantenuto la concessione al dettaglio dell'Aeroporto Internazionale di San Francisco per altri 14 anni. Nel 2015 il gruppo è stato premiato come "migliore piattaforma tecnologica" nella categoria Best Treasury and Finance Strategies in Asia Pacifico ai The Corporate Treasurer Awards. Nel 2017 ha ricevuto il 19° Duty-Free News International (DFNI) Asia/Pacific Awards for Travel-Retail Excellence.